# Hygrophila balsamica
Hygrophila balsamica är en akantusväxtart som beskrevs av Constantine Samuel Rafinesque. Hygrophila balsamica ingår i släktet Hygrophila och familjen akantusväxter. Inga underarter finns listade i Catalogue of Life.